# Santa Luzia (kommun i Brasilien, Maranhão, lat -4,25, long -45,74)
Santa Luzia är en kommun i Brasilien.   Den ligger i delstaten Maranhão, i den nordöstra delen av landet, 1 300 km norr om huvudstaden Brasília. Antalet invånare är 69 392.
Omgivningarna runt Santa Luzia är huvudsakligen savann. Runt Santa Luzia är det glesbefolkat, med 13 invånare per kvadratkilometer.